# Pachybrachis m-nigrum
Pachybrachis hepaticus  (лат.) — вид жуков-скрытоглавов из семейства листоедов (Chrysomelidae). Северная Америка: Канада и США. Длина самцов 2,59 ± 0,11 мм, ширина 1,42 ± 0,07 мм. Окраска желтоватая с чёрными отметинами. Ассоциирован с разнообразными растениями Comptonia peregrina (Myricaceae), Hypericum dolabriforme Vent. (Clusiaceae). Вид был впервые описан в 1847 году американским энтомологом F. E. Melsheimer
.